# Грегори, Бернхард
Бернхард Грегори (нем. Bernhard Gregory; 10 [22] апреля 1879, Ревель — 2 февраля 1939, Берлин) — эстонский шахматист, один из сильнейших в Прибалтике в начале XX века.

## Биография
Родился 10 (22) апреля 1879 года в Ревеле в семье юриста и сенатора Фердинанда Оскара Грегори (1843—1896) и Александрины Эмми, урождённой Гордофски (1854—?). С 1885 по 1893 год учился в Домской школе, в которой, при поддержке отца, он научился играть в шахматы в возрасте 8 лет.
В 1898 году — через два года после смерти отца — он сначала отправился в Мюнхенский университет, чтобы изучать химию и технические науки, а затем продолжил обучение в Берлинском университете.
Работал инженером и изобретателем на различных должностях в Берлине, где он продолжал жить до своей смерти. Умер 2 февраля 1939 года, вероятно, от рака.

## Шахматы
Его активное участие в шахматных соревнованиях приходится на период с 1904 года; вероятно, из профессиональных шахмат он ушёл в 1927 году. 
В 1902 году он разделил 16–19 место в Ганновере (13-й конгресс Германского шахматного союза, побочный турнир; победил Вальтер Ион). В 1903/04 году разделил 9–10 место в Берлине (Турнир немецких мастеров; победил Горацио Каро).
В 1904 году разделил 1-2 место в Ревеле (3-й прибалтийский турнир) и разделил 7–8 место в Кобурге (XIV Конгресс Германского шахматного союза, побочный турнир; победили Августин Нейманн и Милан Видмар).
В 1905 году занял 6 место в Бармене (Международный шахматный фестиваль, побочный турнир Б; победил Георг Шорис) и разделил 14–15 место в Берлине (победил Эрих Кон).
В 1906 году занял 5 место в Нюрнберге (XV Конгресс Германского шахматного союза, побочный турнир).
В 1907 году разделил 6–7 место в Берлине (победил Франтишек Трейбал).
В 1908 году занял 2-е место, уступив Вильгельму Кону, в Берлине. В декабре 1908 года он проиграл матч Фрэнку Джеймсу Маршаллу (1 : 4) в Берлине.
В 1909 году занял 3-е место в Санкт-Петербурге (Всероссийский любительский турнир; победил Александр Алехин).
В 1910 году разделил 14–15 место в Гамбурге (XVII Конгресс Германского шахматного союза, побочный турнир; победил Герш Ротлеви) и занял 5-е место в Берлине (победил Рихард Тейхман).
В 1912 году выиграл в Бреслау (XVII Конгресс Германского шахматного союза, побочный турнир)
В 1913/14 годах разделил 17–18 место в Санкт-Петербурге (Всероссийский турнир мастеров; победили Алехин и Нимцович).
В 1917 году занял 9 место в Берлине (победили Пауль Йонер и В. Джон).
В 1919 году занял 3 место в Берлине 1919 (победил В. Джон).
В 1920 году разделил 6–7 место в Берлине (победил Алексей Селезнёв).
В 1921 году занял 12 место в Гамбурге (XXI Конгресс Германского шахматного союза, побочный турнир; победил Эрхардт Пост).
В 1927 году занял 13 место в Берлине (победил Бертольд Кох).
Он также играл в следующих командных матчах: Берлин против Вены в 1911 году, Берлин против Праги в 1913 году и Берлин против Голландии (по телеграфу) в 1920 году.

## Семья
Ещё в студенческие годы в 23-хлетнем возрасте женится на Иде Гемпель (нем. Ida Hempel) из Лейпцига. Бракосочетание состоялось 2 сентября 1902 года в Лондоне. С 1904 года они жили в Берлине. В 1903 году у них родилась первая дочь Iselin, в 1905 году — вторая дочь Maud Dolly. В 1914 году супруги разъехались; Ида с дочерьми вернулась к своим родителям в Лейпциг, Бернхард остался в Берлине. В 1931 году Бернхард официально развёлся и в том же году женился на (нем. Helene Walsleben). Детей у них не было. В 1932 году после нескольких попыток он получил немецкое гражданство; его дочери также стали поданными Германии.
У его дочери Изелин в 1930 году родилась дочь Алиса (в замужестве Кахль), которая жила в Лейпциге. Единственная внучка Бернхарда Грегори владела вещами из его имущества от первого брака, включая его шахматный столик из берлинской квартиры.